# ألبير يلماز
ألبير يلماز (بالتركية: Alper Yılmaz)‏ (28 مارس 1975 في تركيا - ) هو لاعب كرة سلة تركي في مركز مدافع مسدد الهدف.

## وصلات خارجية
- ألبير يلماز على موقع الاتحاد الدولي لكرة السلة (الإنجليزية)
- ألبير يلماز على موقع الدوري الأوروبي لكرة السلة (الإنجليزية)
- ألبير يلماز على موقع كرة السلة الأوروبية.كوم (الإنجليزية)
- ألبير يلماز على موقع ريلجم (الإنجليزية)
- ألبير يلماز على موقع بروبوليرز (الإنجليزية)
- ألبير يلماز على موقع سبورتس رفرنس (الإنجليزية)